# Conteville (Oise)
 Conteville  es una población y comuna francesa, en la región de Picardía, departamento de Oise, en el distrito de Beauvais y cantón de Crèvecœur-le-Grand.

## Demografía
| 86 | 93 | 82 | 68 | 75 | 76 |
| Para los censos de 1962 a 1999 la población legal corresponde a la población sin duplicidades (Fuente: INSEE [Consultar]) |    |    |    |    |    |